# Horoszki Małe
Horoszki Małe [pronunciación en polaco: /xɔˈrɔʂki ˈmawɛ/] es un pueblo en el distrito administrativo de Gmina Sarnaki, dentro del condado de Łosice, Voivodato de Mazovia, en el centro-este de Polonia. Se encuentra a unos 14 kilómetros al sureste de Sarnaki, a 22 kilómetros al este de Łosice, y a 139 kilómetros al este de Varsovia.